# Where Angels Suffer
Where Angels Suffer (también conocida como W.A.S.), es una banda estadounidense de Heavy metal. 

## Historia
La banda está conformada por los exmiembros de W.A.S.P. Chris Holmes, Stet Howland y Randy Piper, además del vocalista Rich Lewis y del bajista Steve Unger. En el 2010 lanzaron su primer álbum, titulado Purgatory. En la actualidad se encuentran dando algunos conciertos en los Estados Unidos.

## Personal
- Chris Holmes (Guitarra)
- Randy Piper (Guitarra)
- Stet Howland (Batería)
- Steve Unger (Bajo)
- Rich Lewis (Voz)